# 和政公主 (宋朝)
和政公主（?—?），宋光宗第二女。
宋光宗未即位前，宋孝宗封孙女为和政郡主。和政郡主夭折。宋孝宗禅位给三子宋光宗赵惇，绍熙元年（1190年），光宗追赠女儿为和政公主。